# El corazón de Jesús
El corazón de Jesús es una película boliviana de 2003 dirigida por el realizador boliviano Marcos Loayza (la tercera del director, luego de Cuestión de Fe y Escrito en el agua). Se trata de una comedia de humor negro protagonizada por Agustín "Cacho" Mendieta, Melita del Carpio y Fernando Arze.

## Argumento
La película se desarrolla en la ciudad de La Paz y cuenta la historia de Jesús, un empleado del Ministerio de Finanzas que una mañana sufre un infarto y es trasladado a una clínica para ser atendido. Luego de recuperarse del infarto, Jesús enfrenta varios problemas: en primer lugar, su seguro se niega a pagar el costo de la atención médica; en segundo lugar, lo han echado de su oficina y, en tercer lugar, su esposa decide abandonarlo pues se dio cuenta, mientras Jesús estaba hospitalizado, de que era más feliz sola; su esposa se lleva, además, todos los ahorros de la pareja  
En ese escenario, Jesús se entera de que en el sistema médico han confundido su caso con el de un joven del mismo nombre que padece cáncer. Agobiado por la falta de dinero, el protagonista decide asumir la identidad del joven homónimo y termina siendo internado en la sección de enfermos terminales de un hospital público en Bolivia. Allí, conoce personas que están realmente enfermas y entabla un romance con la enfermera jefa del pabellón. Pasado un tiempo, la aseguradora de Jesús descubre la treta y el protagonista necesita la ayuda de Beatriz y de sus amigos del pabellón de enfermos para poder salir del entuerto.       
Marcos Loayza utilizó la estructura de una sonata compuesta por tres movimientos para retratar a Jesús: allegro, adagio y allegro. Resalta la intervención en la película del cantautor español Ismael Serrano, quien se encarga de dividir dichos movimientos.

## Reparto
Agustín "Cacho" Mendieta (Jesús)
Melita del Carpio (Beatriz)
Julio Kempff (Durán)
Ismael Serrano (Cantante)
Nicolás Bauer (Juan) 
Maritza Wilde (Esposa de Jesús) 
Elías Serrano (Doctor)
Fernando Arze (Mateo)
Washington Estellano (Pablo)
Diego Massi (Tomás)
Jaime Mendizábal (Pedro)
Rosa Ríos (Magdalena)
Reynaldo Yujra (Lucas)
Raúl Gómez (Cobrador)
Luigi Antezana (Manuel) 
Raúl Beltrán (Ángel)
Antonio Peredo (Simón)
Adolfo Paco (Comprador de órganos)
Fernando Cervantes

## Producción
La película se filmó durante alrededor de nueve semanas el año 2002. Su presupuesto fue de aproximadamente 700.000 dólares americanos. La ficha técnica es la siguiente: 
- Tipo: Largometraje color
- Género: Drama/comedia
- Dirección: Marcos Loayza
- Dirección de fotografía: Hugo Kovenski
- Montaje: Niko Remus
- Dirección artística: Víctor Mamani, Sandro Alanoca
- Vestuario: Jutta Krämer
- Maquillaje artístico: Jorge "Gigio" Laruta
- Guion: Marcos Loayza
- Música: Oscar García
- Sonido: Roby Güber
- Productores: Frank Dragun, Vesna Jovanoska, Marcos Loayza, Carlo Bettin
- Producción: Iconoscopio Ena Film
- Coproducción: Xena Films, Sahara Films
- Producción ejecutiva: Raúl Loayza
- Productor asociado: Jean Claude Eiffel[5]

## Premios y reconocimientos
El corazón de Jesús recibió el premio especial del jurado en el Festival Internacional de Cine de Bogotá, el premio a la mejor actriz en el Festival Internacional de Cine de Mónaco y los premios a mejor película, mejor director, mejor actriz y mejor guion en el Festival ÍCARO de Guatemala.